# Понт Неуф
Понт Неуф (француски. Pont Neuf, француски изговор [põnœf]) је, упркос свом имену, најстарији мост у Паризу. Спаја острво Сите са обе обале реке Сене.
Име је мост добио како би се разликовао од тада постојеће традиције градње кућа на мостовима, већ су се дуж моста пружали тротоари који су штитили пешаке од блата и коња. Мост је уједно и први  камени мост који прелази целу Сену.
Овај споменик уврштен је у историјске споменике 1889. године. Године 1991, уврштен је у Унескову светску баштину, заједно са париским кејевима Сене.
Ово место користи се и као станица метроа.

## Историја

### Мост
Понт Неуф је тренутно најстарији мост у Паризу. То је, после моста Понт Авал и моста Понт Амант, који се налазе на периферији, трећи најдужи мост у Паризу (238 м).
Задржао је име које му је спонтано додељено за време његове градње. То је одлучено 2. новембра 1577. године, када је Анри III одредио комисију која је пратила изградњу моста. Наредио је Клоду Марселу, генералном инспектору финансија, да успостави везу између њега и комисије. 
Краљ је 16. марта 1578. године одобрио изградњу, а камен темељац постављен је 31. маја исте године. На церемонији је присуствовала и краљица Лујза од Лорене, као и краљичина мајка Катарина Медичи. 
Мост је завршен 1607. године, када је на власти био Анри  IV.  Градња је каснила због устанка против краља, а радови су морали бити обустављени на десет година, од 1588. до 1598. године. Анри  IV је 1599. године наредио наставак рада, а вођење градње поверио је Гијому Маршанту и Франсоу Малом. 
То је, такође, први мост у Паризу који није покривен. Први архитекта задужен за радове, Батист Андруе де Серси, одлучио је да ће овај мост носити куће, као што је у Паризу тог времена и била пракса.  Пазио је на увале у стубовима и испод лукова. Као и већина мостова изграђених у то време, Понт Неуф састоји се од низа кратких лукова. По обнови прекинутих радова, Анри  IV се одлучио за  мост без кућа, али су већ саграђени подруми остали.  Повезао их је са сутереном, а потом су претворени у ниске собе. На капителима стубова подигнуте су продавнице.
Међутим, на мосту су се изнајмљивали сунцобрани, шишали кучићи, а долазили су и путујући трговци. Продавци половних књига са моста постали су конкуренција оближњим књижарама, па су 1619. године добили забрану појављивања на мосту, што је потврђено и краљевском уредбом из 1742.
Понт Неуф припада градском округу Ците, а 1702. на њему је било 22 утврђења и 20 фењера. Први део моста је на кеју Августин, насупрот трга Дофин, а завршава се на крајевима кеја Виеилле-Валлее-де-Мисере и школе, насупрот раскрсници Троис-Мариес.
До 19. века утврђења са моста направила су оштећења на капителима, а и стари подруми су били оронули. Последња продавница нестала је око 1854.
Са обе стране моста и даље су видљиви остаци изливања Сене из 1910. године. Просечна висина моста је изнад просечне висине округа Мараис. У првој четвртини 2007. године, Град Париз завршио је целокупну обнову до последњег лука и последње маскароне, као и десне обале и стазе на њој. Табла Историја Париза смештена је на молу Велики Августин, на самом углу моста и подсећа на историју најстаријег моста у Паризу.

### Придодати објекти
У јулу 1606. године, пред сам крај изградње моста, Анри IV је одлучио да украси недавно затворени трг са кућама идентичних фасада, између палате Града и бедема моста.
Године 1614, 23. августа, четири године након убиства краља, Марија Медичи наручује коњаничку статуу Анрија IV, која је свечано отворена на бедему Иле де ла Ците, између два упоришна стуба моста. Статуа, као и два бочна рељефа (дела Пјера Франшевиља из Камбреа), истопљена је 1792, за време Француске револуције, како би се направили топови, а неки њени делови сачувани су у Лувру. У оквиру Бурбонске рестаурације, статуа се мења за нову коњаничку статуу Анрија IV, рађену по моделу вајара Лемота, инспирисаним оригиналом Пјетра Така, првог помоћника Ђанболоње. Нова статуа свечано је отворена 1818. године. Урађена је са бронзаним ликом Луја Дезеа.
Архитекте и урбанисти одувек су жудели за врхом острва. Зна се за неколико пројеката градње, укључујући и план Пјера Пата из 1775. који је нашао место за постављање статуе Луја XV у Паризу. У првом плану предлаже се да се статуа Луја подигне насупрот статуе Aнрија IV, а у другом Патовом, да се статуа Хенрија замени оном Луја XV, чије би постоље била велика фонтана. Године 1809. Бенџамин Зикс, инспирисан повратком Наполеона I из Египта, прави план обелиска и 2010. године, у оквиру консултација за Велики Париз, архитекта Роланд Кастро предлаже савремену кулу на врху Вер Галанта (франц. Vert-Galant).

### Пумпа Самарићанка
Године 1602, 2. јануара, краљ одобрава изградњу велике пумпе за воду десно од другог моста, а низводно од десне обале: Пумпа Самарићанка (франц. Samaritaine), по којој је касније названа продавница Самаријанка, саграђена неделеко. Ову пумпу, прву направу за извлачење воде направљену у Паризу, дизајнирао је Жан Лонтлер.
У питању је мала стамбена зграда(у којој је живео и сам Лонтлер) на стубовима између којих су се окретала два воденична точка. Наткривао ју је сат са звоном који је тактирао живот становника. Снабдевала је водом Лувр и Тиљери, као и баште Тиљерија. 
Самарићанка име дугује скулптури која је представљала сусрет Исуса и Самарићанке, Бернара и Ренеа Фремина. 
Пумпу је (од 1712 до 1719) рестаурирао Роберт де Кат, а затим су је реновирали и Суфлот и Габријел (око 1771).
Године 1791, 26. августа, Луј XVI оставља фонтану општини. Са зграде се скида фасада. Скулптуре Христа и Самарићанке послате су на топљење. Зграда, која постаје место Националне гарде, распада се и бива уништена 1813. Од ње остаје само звоно, касније пребачено на цркву Саинт-Еусташе.
Ернест Коњак поставља своју прву радњу на капителу Новог моста, на месту на ком се раније налазила пумпа. Посао је напредовао, а продавница убрзо постаје робна кућа на десној обали реке. 

### Коњаничка статуа у част Aнрија IV
Валоа долази на идеју да се подигне коњаничкастатуа у Паризу, по узору на Микеланђелову статуу Марка Аурелија на Тргу Капитол. 
Краљица Марија Медичи 29. априла 1605. године, пише свом ујаку Фердинанду Медичију, Великом војводи од Тоскане, са молбом за помоћ у пројекту „Направити лик краљевског величанства на коњу у бронзи, који ће стајати на тргу у Паризу“. Након изградње статуе Козма Медичија, Фердинанд Медичи тражи и изградњу своје коњаничке статуе, а наручује је од Ђанболоње. Марија Медичи предлаже ујаку да јој пошаље своју скулптуру коња, како би је истопила и излила нову скулптуру. У ствари је коњаничка статуа Фердинанда Медичија послужила као модел за калуп из ког су изливене статуе Анрија IV и Филипа III. Скулптуре су урађене у Ђанболоњиној ливници у Фиренци,  захтев за топљење коња од метала поднео је Ђанбатиста Креспи. 
Коњ је направљен пре 17. августа.1607. када је Фердинанд Медичи дошао да га види. Према речима Луја Савота, Пјер Франкревиља, ученик Ђанболоње и први краљев вајар, прави главу краља за статуу од воска и шаље је у Фиренцу 1606. године. Он сам борави у Фиренци 1606/1607 како би исплатио раднике, и враћа се дому како би са Пјером Таком могао да сарађује на завршавању статуе. По попису Ђанболоњине радионице, након Ђанболоњине смрти, статуа још није била завршена. Фердинанд Медичи умире 1609. године. Пројекат коњаничке статуе поново је покренут након убиства краља. Статуа је завршена 1611. године.
Велика војвоткиња Кристина од Лорене 19. децембра 1611. године наређује премештање статуе. Статуа се спушта Арном до луке Ливорно, где Ђанбатиста Креспи надгледа претовар, али сандуци остају у Ливорну наредних годину дана. Коњ и статуа укрцани су на брод у Ливорну 30. априла 1613. Након шест месеци сазнаје се да је брод на коме била је статуа доживео бродолом недалеко од Савоне, где су извукли сандуке и укрцали их на ђеновски брод, који их је пребацио од Савоне до Марсеја. Сандуци су путовали бродом од Марсеја до Лавра, а затим барком до Руене, 1614. Статуа је у Париз стигла 24. јула 1614. Марија Медичи наређује витезу Пиколинију, који је донео сандуке, да убрза вађење бронзи из сандука и да намести статуу у „складу са саветима вајара Франкевиље и осталих који су морали да брину о њој“. Свечано отварање статуе било је 24. августа 1614. без присуства краљичине мајке и Луја XIII.
Године 1792, 24. августа, бронза је скинута са постамента, само су бронзани робови који су красили базу сачувани у Лувру, као и још неколико делова.
После повратка Бурбона, Луј XVIII одлучује да поново направи статуу Анрија IV. Привремена статуа постављена је 1814. Постоље је свечано отворио сам краљ 28. октобра 1817.  Статуа коњаника, дело вајара Франсоа Федерика Лемота, свечано је отворена 25. августа 1818.

### Датуми
- 1889. Уврштен у историјске споменике;
- Кристо и Жан Клод 22. септембра 1985. године умотавају мост у 40.000 m² полиамидног платна, 13.000 метара ужади закачених на 12 тона ланаца, у оквиру инсталације;[12]
- 1994. године декорише га дизајнер Кензо;

- 1991. Обала Сене од кеја Бранли до моста Сули уврштена је у Унескову светску баштину.

## Архитектура

### Мост другачији од претходних
Мост је дугачак 238 m. Његова ширина је 20,50 m (ширина коловоза је 11,50 m, а ширина тротоара по 4,50 m). Изнад великог рукавца  је седам лукова дужине између 16,40 m и 19,40 m, а њихова заједничка дужина износи 154 m. Изнад мањег рукавца надвија се 5 лукова дужина између 9 m и 16,70 m, заједно дугачких 78 m. 
Понт Неуф разликује се од осталих париских мостова у многим аспектима. Пре свега, то је први мост који је целом својом дужином прешао Сену, спајајући леву обалу, десну обалу и западни крај острва Сите.
Први тротоари у Паризу били су тротоари на Новом мосту и полукружне „терасе“ изнад сваког стуба на којима су трговци и занатлије држали радње. Друга новина је то што на ивицама моста није било кућа. На крају, по први пут, мост је украшен статуом, а украшен је коњаничком статуом у част Анрија IV.
Дуж венца моста уклесано је 385 маскарона (гротескних маски које представљају главе шумских или сеоских божанстава из грчко-римске митологије: сатире и силене који се приписују Герману Пилону).

## Наслеђе

### Понт Неуф и уметност

#### Виђење сликара
Музеј Карнавале у Паризу чува многобројне слике из свих епоха на којима је представљен Понт Неуф. Најинтересантније је платно непознатог аутора из друге половине 16. века, који је надахнут цртежом одобреним од стране Анрија III 1577. године, а на којем је представљен мост знатно украшенији него што је на крају постигнуто, са тријмфалним капијама, обелисковима и централним павиљоном. 
- Автуст Реноар, Le Pont-Neuf,(1872), уље на платну, Национална галерија уметности, Вашингтон;
- Камиј Писаро, Lе Pont-Neuf, (1901), уље на платну, АМАМ, Охајо;
- Албер Лебур, Lе Pont-Neuf, (1906), уље на платну, Мали двор, Париз;
- Олга Дорманди, више слика, од којих је Lе Pont-Neuf, (око 1965), уље на платну.[14]

#### Понт Неуф на филму
- 1971 : Quatre nuits d'un rêveur, филм Роберта Бресона;
- 1991 : Les Amants du Pont-Neuf, филм Леокса Каракса;
- 2002 : Борнов идентитет, филм Дага Лимана.

#### Понт Неуф и архитекте
Од XVII до XIX века, Понт Неуф инспирисао је архитекте, који су правили многобројне пројекте за уређење његових бедема:
- Године 1662. Никола Делеспин дизајнира пројекат, на захтев господина Дупана, како би увеличао церемонију крунисања Луја XIV, под министром Колбером, који је желео дa украси крајолик статуом краљевог деде. Требало је  саградити врсту античког трга, који је требало да буде постављен на бедему, а који би на западној страни био проширен и пробијен и један трем му био ојачан са два обелиска; статуе великих капетана који су кроз историју храбро бранили француску монархију требало је да буду постављене на балустерима који би окруживали нови трг. Иза статуе Aнрија IV био би ископан базен, а у његовој средини требало је поставити статуу Јованке Орлеанке.[15] Краљ овај предлог није одобрио.
- Године 1748. Жермен Бофронт предлаже да направи трг Луја XIV на месту трга Дофин, који би порушио и на којем би наместио Лудовизов стуб, са статуом краља на врху. Иза тог новог Трајановог стуба развио би се полукружни трг, оивичен балустериманалик на јонске пиластере, на свом центру имао би тријумфалну капију, јединствену за Понт Неуф, која би се модификовала.
- Године 1787. архитекта Жак Пјер Гизор предлаже Лују XVI пројекат који се састојао од величања врлина самог краља, а налазио би се на бедему Новог моста. На месту двеју кућа које су обележавале улаз на Понт Неуф, Тријумфална капија украшена многобројним коринтским стубовима послужила би као позадина коњичкој статуи краља, која би била постављена наспрам статуе његовог претка.
- Године 1804. архитекра Гај де Гизор излаже пројекат за изградњу терми које би се звале Наполеон I. То би била масивна конструкција на четири спрата, са два крила, у чијој средини би се налазила фонтана. У згради је требало да буде смештено 176 купаоница. Планирана је и изградња базена на отвореном, до ког би се долазило великим дуплим степеништем.[15] Владар није одобрио тај предлог. Међутим, 1810. расписује конкурс у складу са уредбом потписаном у Шенбруну: требало је на бедему Новог моста подићи обилиск од гранита из Шербура, са натписом „Цар Наполеон француском народу“; требало је да буде висок 180 стопа.[15]

Примери пројеката остварених на бедему Новог моста

### Занимљивости
- У прошлим вековима са Понт Неуфа могло се чути много певача који су дали данас заборављени израз „нови мост“ да би означили познату мелодију у коју убацују нове песме.[16][17]
- Првог јануара 2002. године Понт Неуф изабран је као симбол преласка у нову европску валуту током церемоније замене фанка за евро. Тадашњи министар економије Лоран Фабије одабрао га је због своје чврстине и својих 12 лукова који представљају 12 држава еврозоне 2002. године.[3]